# Crisoina resorcinolo
La crisoina resorcinolo (nota anche come Giallo oro, Crisoina S, C.I. giallo per alimenti 8, C.I. Arancio 6, C.I. 14270, Giallo T, Tropeolina, Tropeoloina R, p-(2-4-diidrossifenil-azo)-benzensolfonato sodico.
È stato classificato dall'Unione Europea come additivo alimentare E103, il cui uso nell'Unione Europea è stato bandito nel 1977.